# M6
 Тази статия е за звездния куп.  За модела автомобили вижте БМВ Серия 6.  
Звездният куп Пеперуда, (на английски: Butterfly cluster), или още M6 или NGC6405, е разсеян звезден куп, разположен по посока на съзвездието Скорпион.
Възрастта на купа се оценява на 100 млн. години, съставен е от предимно млади, сини звезди. На фотографиите ярко се отличава обаче най-ярката звезда, която е с оранжев цвят, от спектрален клас К. Тази звезда, известна още като BM Sco, е полуправилна променлива звезда, чиято звездна величина се променя между 5.5 и 7.0.
Разстоянието до купа се оценява на 1600 св.г., а линейният му диаметър – на 12 св.г. Интегралната звездна величина на М6 е 4.2.
Първият астроном, описал точно наблюденията си на купа, е Джовани Батиста Ходиерна (1654). През 1764 г. Шарл Месие го включва в своя каталог на незвездните обекти. Разстоянието и размерите на купа са измерени едва през 20 век.